# ロバート・テイラー (陸上選手)
ロバート・テイラー (Robert Taylor, 1948年9月14日 - 2007年11月13日)は、アメリカ合衆国の陸上競技選手。テキサス州タイラー出身。1972年ミュンヘンオリンピックの金メダリストでもある。

## 経歴
テイラーは1972年ミュンヘンオリンピックで100mに出場、準決勝に出場する予定のアメリカの3選手は、競技開始時間を間違って知らされていたため、レイナード・ロビンソンとエディー・ハートが遅刻のため失格した。第3組で走ることとなっていたテイラーだけ間に合い、決勝では唯一のアメリカ選手として出場したが10.24秒の記録でソ連のワレリー・ボルゾフに次いで銀メダルという結果に終わった。しかし、4×100mリレーではアメリカの第2走者として38.19秒の世界タイ記録を出し、金メダルの獲得に貢献した。
テイラーはその後、アメリカンフットボールのカンザスシティ・チーフスに入団。俊足を生かしワイドレシーバーとなるが、ボールのキャッチングが苦手であったため大成しなかった。
2007年11月12日、不調を訴えて病院に行ったテイラーは翌11月13日に亡くなった。テイラーの妻によれば、テイラーは心臓に疾患を抱えていたという。

## 記録
| 年   | 大会               | 場所                       | 種目         | 結果 | 記録    |
| ---- | ------------------ | -------------------------- | ------------ | ---- | ------- |
| 1972 | オリンピック       | ミュンヘン(西ドイツ)       | 100m         | 2位  | 10.24秒 |
| 1972 | オリンピック       | ミュンヘン(西ドイツ)       | 4×100mリレー | 1位  | 38.19秒 |
| 1977 | IAAFワールドカップ | デュッセルドルフ(西ドイツ) | 400m         | 3位  | 45.57秒 |

## 家族
息子のボビー・テイラーもNFLのフィラデルフィア・イーグルス、シアトル・シーホークスでプレーした。